# Eric Uggla
Knut Eric Axel Uggla, född 5 januari 1861 i Skövde, död där 11 juni 1942, var en svensk militär och kommunalpolitiker. Han var son till kaptenen Knut Hjalmar Uggla och dennes hustru Maria, född von Segebaden. 
Efter studier vid Stockholms gymnasium avlade Eric Uggla 1881 examen vid Krigsskolan på Karlberg och utnämndes till underlöjtnant vid Skaraborgs regemente. År 1909 hade han avancerat till major. År 1916 gifte han sig med den 20 år yngre Anna Krook, vigseln äger rum i Våmbs kyrka. Paret flyttar in i en lägenhet på fem rum i korsningen Skolgatan/Prinsgatan, helt nära den plats som 20 år senare uppkallas efter Eric Uggla. Vid sidan av den militära karriären ägnade sig Uggla, liksom sin far, åt kommunalpolitiken. År 1888 blev han ledamot i drätselkammaren i Skövde, 1895 vice ordförande och 1900–1926 var han ordförande. År 1895 valdes Uggla in som ledamot i stadsfullmäktige, där han var vice ordförande 1923–1926 och därefter ordförande fram till 1934.
Vid sidan av politiken var Uggla engagerad i stadens näringsliv som styrelsemedlem av Gullhögens bruk 1916–1934 och som styrelseordförande och verkställande direktör i Skövde–Axvalls Järnväg 1908–1934.